# Burgstall Steinhausen
Der Burgstall Steinhausen ist eine abgegangene spätmittelalterliche Höhenburg am Ostrand von Steinhausen, einem Gemeindeteil der Gemeinde Erlbach im Landkreis Altötting in Bayern. Er gehört zum Bodendenkmal unter der Aktennummer D-1-7642-0002 mit der Beschreibung „Burgstall des hohen Mittelalters sowie untertägige spätmittelalterliche und frühneuzeitliche Befunde im Bereich der Kath. Filial- und Wallfahrtskirche St. Leonhard in Steinhausen“. 

## Geschichte
Steinhausen war Ende des 12. Jahrhunderts im Besitz eines gleichnamigen Adelsgeschlechts. Noch Ende des 12. Jahrhunderts gelangte der Besitz an das Kloster Baumburg. Von der ehemaligen Burganlage ist nichts erhalten. 

## Beschreibung
Der Burgstall befindet sich auf einem teilweise bewaldeten, vorspringenden Hügel. Grabungen brachten Mauerreste zum Vorschein, die auf einen befestigten Platz hinweisen. An der Burgstelle steht heute die katholische Filial- und Wallfahrtskirche St. Leonhard.